# Слонова кістка

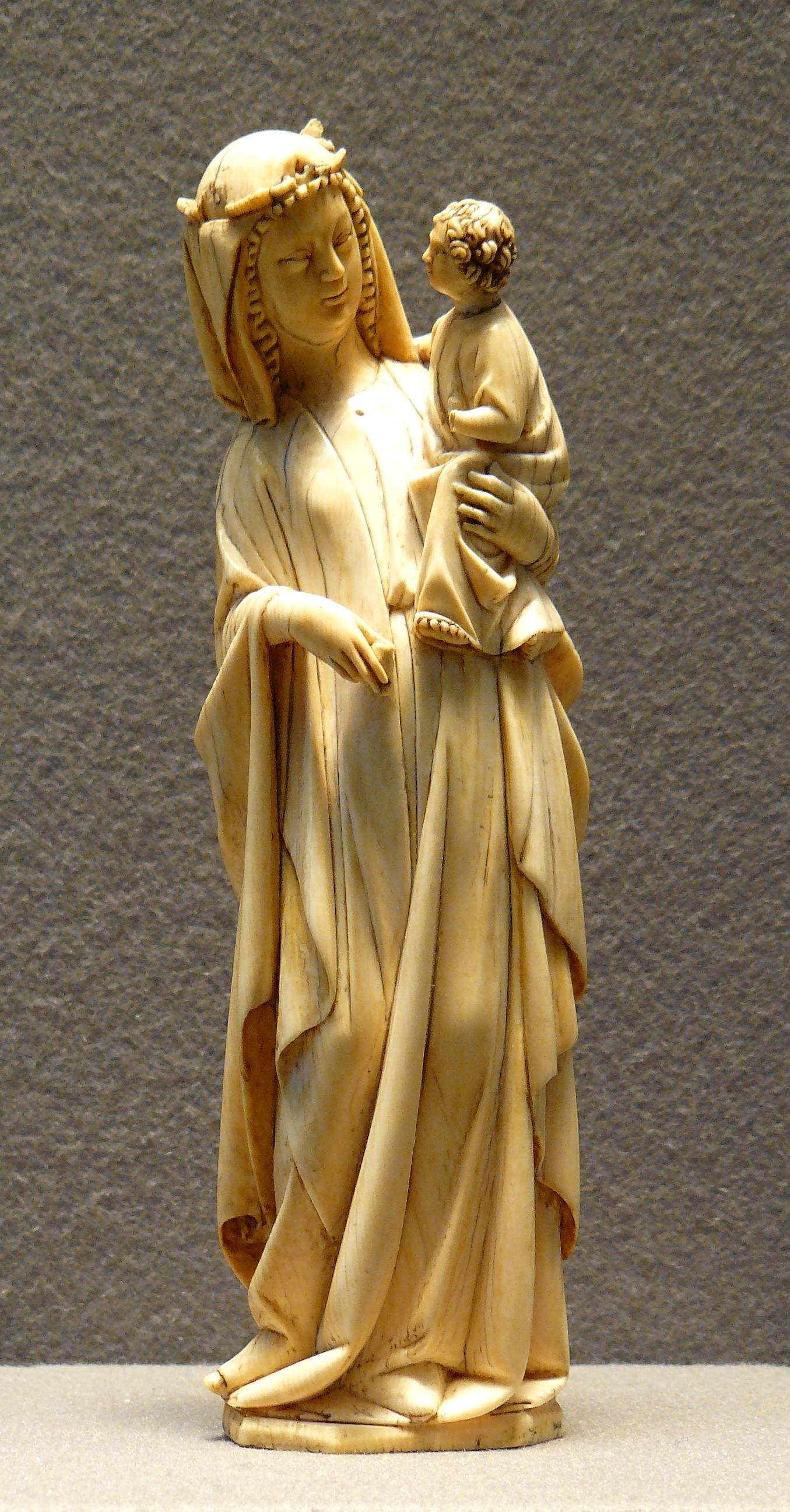
Скульптура з матерiалу

Слонова кістка — матеріал, що формується з дентину і утворює велику частину зубів і бивнів таких тварин, як, наприклад, слонів, гіпопотамів, моржів, мамутів і нарвалів.
Слонова кістка має багато декоративних і практичних застосувань. До появи пластмас її використовували для виготовлення більярдних куль, клавіш для піаніно, волинок, і широкого ряду декоративних елементів. Зараз слонову кістку використовують в основному для виготовлення дрібних речей і прикрас.
Основним джерело добування є слони Африки (слон африканський), і меншою мірою Індії та Східної Азії (слон індійський). Слонову кістку використовували у великих обсягах протягом усіх часів, але протягом останнього часу спостерігається тенденція до зменшення використання цього матеріалу.

## Історія
Серед виробів зі слонової кістки найдавнішими вважаються браслети, знайдені протягом археологічних розкопок в Середземноморському басейні; вони датуються близько 4000 років до нашої ери. Найвідоміші із них — це невеликі браслети знайдені в одній із прединастичних давньоєгипетських гробниць. Це були прикраси жінок чи дітей, можливо, як знак соціальних чи племінних відмінностей.
Письмові документи також вказують на використання слонової кістки у Греції, де скульптор Фідій створював розкішні й величезні статуї богів, зокрема напівлегендарну статую Зевса із золота та слонової кістки. На жаль, цей відомий у давнину витвір мистецтва не дійшов до нас. Грецькі та римські жінки використовували намиста, браслети, гребінки, шпильки для волосся зі слонової кістки. Також шпильки для волосся, виявлені в римській Британії свідчать про розповсюдження слонової кістки в той час у багатьох країнах Європи.
В Африці, батьківщині цього матеріалу, слонова кістка також була у широкому вжитку; з неї часто робили предмети, які були не просто прикрасами, але й мали певне релігійне чи соціальне значення.
У Європі, в кінці першого тисячоліття, слонову кістку використовували для створення не тільки декоративних, але й літургійних предметів.